# The Office
The Office is een succesvolle comedy van de BBC, geschreven door Ricky Gervais en Stephen Merchant, over de perikelen op het kantoor in Slough van papierbedrijf Wernham Hogg. The Office is niet gegoten in de traditionele vorm van sketches of een doorlopend verhaal. Het wordt gepresenteerd als een documentaire over een willekeurig Engels kantoor waarin opnames van zogenaamd dagelijkse werksituaties worden afgewisseld door korte interviews met de 'werknemers'. Soms is er, om het effect van een documentaire te versterken, sprake van een verklarende voice-over. Wie voor het eerst naar het programma kijkt en er niet van op de hoogte is dat hier gaat om een comedy (of mockumentary) kan nog even denken dat om een serieus programma gaat, tot de absurde gebeurtenissen op de werkvloer en de bizarre uitspraken van de geïnterviewden elke twijfel bij de kijker wegnemen.

## Inhoud
David Brent is manager van Wernham Hogg. Hij probeert populair te zijn onder het personeel, maar faalt daar volkomen in. Van oorsprong is hij een mislukte singer/songwriter die nog steeds hengelt naar aandacht van zijn 'publiek'. Hij kan het niet over zijn hart verkrijgen autoritair te zijn en consequent in zijn handelen. Zijn grappen vallen vaak verkeerd en het personeel weet niet wat het met hem aan moet. Zijn ondergeschikte is Gareth Keenan, lid van het Britse reserveleger, de "Territorials" ofwel "Weekend Soldiers". Hij gedraagt zich als een marinier, terwijl verder iedereen hem beschouwt als een sukkel. Zelf heeft hij dat niet door of hij weigert dat in te zien. In dat opzicht lijkt hij op David Brent en de twee vallen elkaar ook niet af - omdat ze elkaar nodig hebben. Voor David is Gareth de enige die hem 'bewondert' en voor Gareth is David de 'leider'.
Een ander belangrijk personage in de serie is Tim Canterbury. Hij werkt op een saai kantoor waar hij zich blasé gedraagt tegenover zijn, vaak minder slimme, collega's. Veel fans van The Office identificeerden zich met Tim. Hij wordt daarom ook wel als de held van de serie beschouwd. Tim doodt zijn tijd bij Wernham Hogg door Gareth op stang te jagen. Dawn Tinsley, de receptioniste, flirt vaak met Tim, maar zij is al verloofd met een ander. In de allerlaatste aflevering van The Office (een kerstspecial na het tweede seizoen) gebeurt er iets romantisch.
De comedy bestaat uit twee series. In de eerste serie is er sprake van dat de afdeling Slough gesloten moet worden en dat er dus ontslagen moeten vallen. Uiteindelijk wordt er een andere afdeling gesloten en in de tweede serie komt er nieuw personeel uit deze afdeling. David Brent krijgt een nieuwe baas, de populaire Neil Godwin. Neil is alles wat David zou willen zijn: charmant, grappig en to-the-point.

## Afleveringen
De serie bestaat uit twee seizoenen met elk zes afleveringen, die telkens ongeveer 30 minuten duren. Daarnaast zijn er ook nog twee kerstspecials, die zich een paar jaar na de series afspelen, van elk drie kwartier.

## Belangrijkste personages
- David Brent (Ricky Gervais): rampzalige people manager en kantoorhumorist. Vindt zichzelf de beste manager ter wereld, maar het personeel heeft een andere mening over hem. Zijn humor faalt doordat zijn grappen vrijwel altijd als slecht of zelfs ongepast worden ervaren. David krijgt lange tenen als hij merkt dat zijn personeel niet naar hem opkijkt. Ook doet hij zijn werk erg slecht. Om de laatste reden wordt hij op het einde van seizoen 2 ontslagen met een gouden handdruk. In de kerstspecials blijkt hij nadien te werken als reizend vertegenwoordiger in schoonmaakmiddelen, waarnaast hij zich bezighoudt met (waardeloze) optredens in de showbizz en zijn oude werkplek nog erg vaak bezoekt. Het personage David Brent verscheen na het einde van de serie nog in enkele korte filmpjes en maakte twee cameo's in de Amerikaanse versie van de show.
- Gareth Keenan (Mackenzie Crook): is een "creep", heeft geen succes bij de dames en slijmt bij David. Wilde eigenlijk marinier worden en dient bij de reservisten. Met zijn gezeur werkt hij vrijwel iedereen op de zenuwen. Keer op keer benadrukt hij zijn titels van teamleider en "assistent regiomanager", wat David altijd corrigeert naar "assistent van de regiomanager". Na Davids ontslag wordt Gareth de nieuwe manager. Tim blijft echter grappen met hem uithalen.
- Tim Canterbury (Martin Freeman): Heeft een oogje op Dawn, de receptioniste, maar is bang voor haar verloofde, Lee. Hij ergert zich continu aan Gareth en neemt hem daarom continu in het ootje.
- Dawn Tinsley (Lucy Davis): de receptioniste. Ze is verloofd met een botte arbeider, Lee, maar flirt constant met Tim. Het liefst was ze illustratrice geworden, maar Lee heeft haar hiervan af gepraat. Op het einde van de tweede serie vertrekt ze met Lee naar Florida. In de kerstspecials blijkt dat ze hier al een paar jaar illegaal wonen, maar gaan ze op initiatief van de crew van de "documentaire" terug naar Slough. Na een kerstcadeau van Tim waaruit blijkt dat hij wél in haar droom gelooft maakt Dawn het uit met Lee en begint ze alsnog een relatie met Tim.
- Neil Godwin (Patrick Baladi): de manager van de afdeling in Swindon. In het tweede seizoen wordt hij de manager van David. Hij is professioneel, charmant, en iedereen mag hem. David is verschrikkelijk jaloers op Neil en probeert hem op allerlei manieren te overtroeven. In de kerstspecials verbiedt hij David zijn oude werkplek telkens onaangekondigd te bezoeken.
- Jennifer Taylor Clarke (Stirling Gallacher): de baas van David. Eerst is zij zijn directe chef om op het einde van het eerste seizoen promotie te krijgen en bestuurslid van de firma te worden. Daarna houdt ze nog wel toezicht op David en Neil nadat hun afdelingen zijn samengevoegd.
- Keith Bishop (Ewen MacIntosh): boekhouder. Heeft geen sociale vaardigheden of emoties; lijdt aan eczeem en geheugenverlies.
- Chris Finch ("Finchy") (Ralph Ineson): reizend vertegenwoordiger. Grove grappenmaker en volgens David een goede vriend van hem, hoewel hij David eigenlijk meer vernedert met zijn gemene opmerkingen. Heeft met zijn overrompelingstactiek regelmatig succes bij wanhopige vrouwen.
- Rachel (Stacey Roca): medewerkster die in het tweede seizoen in Slough komt werken nadat de Swindon-afdeling is opgeheven. Ze krijgt een relatie met Tim, die het uiteindelijk uitmaakt omdat hij toch meer van Dawn houdt.

## Prijzen
In januari 2004 won The Office een Golden Globe voor "Beste televisieserie - musical of komedie". Het was de eerste keer dat een Britse televisieserie deze prijs won. Ricky Gervais kreeg ook een Golden Globe voor "Beste performance door een acteur in een televisieserie - musical of komedie".

## Uitzendingen
De series van de The Office werden in 2004 zowel in Nederland (door de NPS op Nederland 3) als in België (door de VRT op Canvas) uitgezonden. De kerstspecials werden op 23 en 24 december 2004 door de NPS op Nederland 3 uitgezonden. Op oudejaarsavond en op nieuwjaarsdag waren ze ook op Canvas te zien. The Office was in 2007 ook enige tijd te zien op Comedy Central.
In 2009 op het Internationaal Filmfestival in Rotterdam is de serie bekroond als beste comedyserie.